# نيلي زابيل ويلهيت
إليانور «نيلي» زابيل ويلهيت (بالإنجليزية: Eleanor "Nellie" Zabel Willhite)‏ (ولدت في 22 نوفمبر 1892 في بوكس إلدر، ساوث داكوتا - تُوفيت في 2 سبتمبر، 1992) كانت أول امرأة صماء تحصل على رخصة الطيران وأول طيارة في ولاية ساوث داكوتا. أُصيبت نيلي بالصمم في سن الثانية بسبب إصابتها بالحصبة.
حصلت على رخصة الطيران الخاصة بها في عام 1928. كانت عضوة مؤسسة في منظمة 99 ، وهي منظمة تأسست عام 1929 وتضم 99 من الطيارين كأعضاء مؤسسين، وهي مكرسة للنهوض بالطيران ودعم النساء في مجال الطيران. بدأت نيلي أول فصل في داكوتا الجنوبية في التسعينات في عام 1941. عملت كطيارة تجارية حتى عام 1944 (أول وآخر شخص أصم يفعل ذلك). عملت أيضا كمخترعة ومتخصصة في قصف الدقيق وسباق البالون. تم إدخالها إلى قاعة مشاهير الطيران في ساوث داكوتا قبل وقت قصير من وفاتها في عام 1991، وطائرتها الآن معروضة في متحف الطيران الجنوبي في برمنغهام ، ألاباما.